# Nagysolymár
Nagysolymár (1899-ig Nagy-Folkmár, szlovákul: Veľký Folkmar) község Szlovákiában, a Kassai kerület Gölnicbányai járásában.

## Fekvése
Gölnicbányától 8 km-re keletre, a Gömör-Szepesi-érchegység területén, a Kojsói-patak völgyében, 370 m magasan fekszik.

## Története
A falu azon a területen keletkezett, melyet 1282-ben IV. László király Jakab comesnek adományozott. 1336-ban „Villa Volkmari” néven említik először, de valószínűleg már korábban is létezett. 1368-ban „Villa Falkmary”, 1393-ban „Folkmarfalua”, 1460-ban „Folkmar”, 1477-ben „Folmark” néven szerepel. Lakói földművesek, bányászok, erdei munkások és pásztorok voltak. Kezdetben a Jekelfalussy család jobbágyai éltek itt, majd a 15. század végén a Szapolyaiak szerezték meg és Szepesvár uradalmához tartozott. Kezdetben vegyes német-szlovák etnikumú falu volt, majd német lakói fokozatosan elszlovákosodtak. A 18. századra már tiszta szlovák település lett. 1780-ban 697-en lakták.
A 18. század végén Vályi András így ír róla: „FOLMÁR. vagy Folkmár. Német falu Szepes Vármegyében, földes Ura Gróf Csáky Uraság, lakosai katolikusok, fekszik Jékelfalvának szomszédságában, ’s ennek filiája, Gölnitztöl sem meszsze. Határbéli földgyeinek, és réttyeinek fogyatkozásait, meg előzi jó legelője, fája mind a’ két féle, ’s piatzozása közel, melly elég hasznos, második Osztálybéli.”
Fényes Elek 1851-ben kiadott geográfiai szótárában így ír a faluról: „Folkmár, tót f., Szepes vármegyében, Gölniczhez keletre 1 órányira: 605 kath. lak. Vashámorok. Az idevaló házak mind kemény anyagból épültek, még pedig egymáshoz párosan. F. u. gr. Csáky.”
1869-ben 716 lakosa volt. Lakói bányászatból, kohászatból, szénégetésből, favágásból éltek. A trianoni diktátumig Szepes vármegye Gölnicbányai járásához tartozott.

## Népessége
| Év:            | 1994. | 2004.   | 2014.   | 2024.   |
| -------------- | ----- | ------- | ------- | ------- |
| Emberek száma: | 916   | 927     | 909     | 873     |
| Eltérés:       |       | +1,20 % | -1,94 % | -3,96 % |

| Év:            | 2023. | 2024.   |
| -------------- | ----- | ------- |
| Emberek száma: | 876   | 873     |
| Eltérés:       |       | -0,34 % |

1910-ben 779, túlnyomórészt szlovák lakosa volt.
2001-ben 930 lakosából 915 szlovák volt.
2011-ben 951 lakosából 923 szlovák.

## Nevezetességei
Mihály arkangyal tiszteletére szentelt római katolikus temploma.